# 小城ノ花昭和
小城ノ花 昭和（おぎのはな あきかず、1967年11月18日 - ）は、千葉県市川市出身（出生地は東京都港区）で出羽海部屋所属の元大相撲力士。本名は小岩井 昭和（こいわい あきかず）。最高位は東前頭2枚目（1990年5月場所・1996年3月場所）。現役時代の体格は身長188cm、体重137kg。得意手は左四つ、上手投げ。現在は年寄・出羽海。父は元関脇・小城ノ花正昭、弟は元小結・小城錦康年。

## 経歴

### 生い立ち
元関脇・小城ノ花（13代高崎）を実父として生まれる。実弟には元小結・小城錦がいる。千葉商大付属高校では野球部に所属しており、相撲経験はなかった。それどころか千秋楽の打ち上げで出羽海部屋に出入りする以外は相撲部屋とは接点が無く、むしろ父親は「（相撲は）お前には無理だ」「勉強しないと相撲取りにさせるぞ」と、入門には反対だった。結局高校は2ヶ月で中退して、1983年7月場所で初土俵を踏んだ。後年小城ノ花本人は「高校入学後、野球で怪我をしたため休んでいる間に、相撲に行くことを決めた」と述懐している。

### 現役時代
入門直後の1983年9月場所で負傷し、同場所を途中休場。翌11月場所も治療が長引き全休したものの公傷が適用された。当時の制度上、公傷が適用されて全休した場合は、番付に関係なく直前場所の地位と同じ地位に張出扱いで据え置かれたため、翌1984年1月場所では「序ノ口の地位で張り出される」という、非常に珍しい経験をした。新弟子時代は当時40代後半であった9代出羽海に胸を出してもらった。
負傷から回復して以降は、右からの上手投げで威力を発揮し、確実に番付を上げていった。本場所の土俵で簡単に廻しを取りに行くと親方衆から「まずはしっかり当たらなければダメだ!」と注意され、このようにして自分の相撲スタイルを磨いた。東三段目16枚目で迎えた1987年3月場所では、それまで本名を四股名としていたものを、実父の四股名を受け継ぐ形で小城ノ花昭和と改名。
1989年7月場所で新十両へ昇進し、1990年1月場所には新入幕を果たした。同部屋・同年齢で新十両も新入幕も同時の龍興山との出世争いは大いに注目された。しかし、新入幕の場所後に龍興山が急逝するとライバルを失った気落ちからか全く振るわなくなり、素質的には弟よりも遥かに期待されながらも三役への出世は果たせなかった。また、新入幕の1990年1月場所と再入幕を果たした1991年3月場所には千秋楽に勝てば敢闘賞の受賞が決定するという状況を迎えたものの、1990年1月場所の千秋楽には寺尾に、1991年3月場所の千秋楽には貴花田に敗れて受賞を逃してしまい、現役時には三賞も獲得できなかった。幕内に最後に在位したのは1996年5月場所で西前頭11枚目で4勝11敗の成績であった。翌7月場所以降は十両に在位し、現役後期の1997年9月場所以降は小城乃花昭和に改名している。

### 引退、初の準年寄適用から高崎を襲名
東十両8枚目で迎えた1998年7月場所で13日目を取り終えた時点で1勝12敗と幕下陥落が濃厚となったため現役を引退し、準年寄・小城乃花として出羽海部屋の部屋付き親方となった。同年の5月に制定された準年寄制度を利用した初の人物となり、準年寄の期限が切れる2000年8月に実父の後を継ぐ形で年寄・高崎を襲名した。

### 出羽海部屋を継承
2013年9月10日には、出羽海部屋の師匠である10代・出羽海（元関脇・鷲羽山）が2014年4月に停年（定年）退職を迎えることに伴い、その後を受け継いで小城ノ花が11代出羽海を襲名すると同時に出羽海部屋を継承する予定であることが明らかにされた。そして2014年1月場所後に10代目と名跡交換し、11代・出羽海を襲名することが日本相撲協会から正式に発表され、同年2月1日付けで出羽海部屋を継承した。当時の世論は既に現役時代の最高位にこだわる風潮がなくなっていたため、かつての名門であった出羽海部屋の師匠の座に元平幕が就くこととなったことにはほとんど批判意見はなかった。同年5月場所後に襲名披露パーティを盛大に開いたが、直前に右足を負傷し、包帯姿での出席となった。続く7月場所の勝負審判の職務も春日野が代理を務めている。部屋継承後には先代からの弟子である出羽疾風が十両昇進、直弟子の御嶽海が大関昇進と幕内最高優勝（3回）を果たしている。

### 日本相撲協会理事として
2016年1月29日の日本相撲協会理事選挙に立候補し初当選、3月30日の職務分掌で名古屋場所部長に就任した。
同年9月場所には、同じ出羽海一門の副理事で審判部副部長を務める藤島が腰痛で審判の業務から外れたため、代役として審判長を務めた。また2018年1月場所には、審判部長代理に就任することとなった。これは、現職の審判部長である二所ノ関が10月に病で倒れ、11月場所に部長代理となっていた伊勢ヶ濱が、弟子である日馬富士公平の暴行問題の責任を取る形で辞任したことによる措置である。この1月場所千秋楽の表彰式では部長代理として、優勝力士である栃ノ心剛史への優勝旗授与も担当した。また同年5月場所後の栃ノ心の大関昇進伝達式、2019年3月場所後の貴景勝光信の大関昇進伝達式、2020年3月場所後の朝乃山英樹の大関昇進伝達式、2024年9月場所後の大の里泰輝の大関昇進伝達式、および2025年5月場所後の大の里の横綱昇進伝達式では、ともに協会理事として使者を務めた。
2020年1月30日の役員候補選は定員を超過しなかったため2008年以来6期12年ぶりに無投票となり、出羽海を含む理事候補10人、副理事候補3人が全員当選。同年3月23日の評議員会で正式に理事として選任された。

## 人物・エピソード
- 小城ノ花と同学年（1967年度生まれ）の関取経験者は彼と龍興山を含め7人いたが、そのうち4人（剣晃敏志、大翔鳳昌巳、大輝煌正人、龍興山）が2009年までに故人となり、現在の存命者についても舞の海秀平と貴闘力忠茂がすでに角界を去っているため、小城ノ花がこの学年では2025年2月時点で唯一の相撲協会員となっている。また、この学年では横綱・大関になった力士が一人もいないことなどから、同学年のプロ野球選手（桑田清原世代）が黄金時代を築いたのとは対照的となっている。[29]
- ライバル龍興山が急逝したという悲劇を経験しているため、「病気は気にかけて、すぐ病院に行かせる。あんなことだけは避けたい」と、弟子の体には人一倍気を配っている[2]。
- 怪我により力士達の稽古相手がいなくなることを避けるために、場所後の稽古始めの3日ほどは土俵の中での稽古はせずに基礎体力トレーニングを重点的に行うように指導している[1]。
- 2017年夏巡業中に部屋の幕下以下の力士を対象にした東庄町笹川地区での夏合宿では、神社での稽古だけでなく最終日のファン感謝デーも無料公開し、ちゃんこも無料配布していた。合宿導入開始当初の2001年は相撲が不人気であり巡業も少なかったため関取衆もたくさん参加していたが、関取が増えてからは幕下以下のみで行うようになった[30]。
  - 合宿に利用する笹川地区の後援会会長は2017年夏合宿時点では理容店の店主が務めている。資産家や議員、町長などの有力者という訳ではなく理容店の店主が会長を務めていることから、能町みね子はこれを「地元に後援体制がしっかり根づいている証であるように感じる」と評している[30]。
  - 笹川地区は相撲で町おこしを行っており、地区の理髪店は力士の髷を結うのに必要な処理である中剃りを行うほど相撲に精通している[30]。部屋の特等床山であった床安は停年退職後もこの合宿に参加するなどして床山としての技術を提供している[30]。
- 同学年の貴闘力は、小城ノ花のことを穏やかな好人物としてこそは認めてはいるが、上の立場で物事を進めるタイプではないと協会運営者としての適性について証言している[31]。

## 主な成績
- 通算成績：540勝491敗39休 勝率.524
- 幕内成績：169勝216敗5休 勝率.439
- 現役在位：91場所
- 幕内在位：26場所
- 各段優勝
  - 十両優勝：4回（1989年11月場所、1990年9月場所、1994年5月場所、1997年9月場所）
  - 幕下優勝：1回（1988年5月場所）

| | 一月場所 初場所（東京） | 三月場所 春場所（大阪） | 五月場所 夏場所（東京） | 七月場所 名古屋場所（愛知） | 九月場所 秋場所（東京） | 十一月場所 九州場所（福岡） |
| --- | ----------------------- | ----------------------- | ----------------------- | --------------------------- | ----------------------- | --------------------------- |
| 1983年 （昭和58年） | x                       | x                       | x                       | （前相撲）                  | 東序ノ口54枚目 1–2–4    | 西序ノ口44枚目 休場 0–0–7   |
| 1984年 （昭和59年） | 西序ノ口44枚目 6–1      | 東序二段90枚目 2–5      | 西序二段119枚目 3–4     | 西序二段133枚目 5–2         | 西序二段96枚目 4–3      | 東序二段64枚目 3–4          |
| 1985年 （昭和60年） | 西序二段81枚目 6–1      | 西序二段14枚目 3–4      | 西序二段32枚目 4–3      | 西序二段14枚目 5–2          | 東三段目78枚目 4–3      | 西三段目59枚目 4–3          |
| 1986年 （昭和61年） | 東三段目42枚目 4–3      | 西三段目22枚目 3–4      | 西三段目37枚目 6–1      | 東幕下56枚目 2–5            | 東三段目19枚目 3–4      | 西三段目29枚目 3–4          |
| 1987年 （昭和62年） | 東三段目40枚目 5–2      | 東三段目16枚目 5–2      | 西幕下52枚目 4–3        | 西幕下39枚目 休場 0–0–7     | 東三段目20枚目 5–2      | 東幕下53枚目 3–4            |
| 1988年 （昭和63年） | 東三段目7枚目 6–1       | 東幕下37枚目 4–3        | 西幕下29枚目 優勝 7–0   | 東幕下5枚目 5–2             | 東幕下筆頭 3–4          | 西幕下3枚目 4–3             |
| 1989年 （平成元年） | 東幕下2枚目 3–4         | 西幕下5枚目 5–2         | 東幕下筆頭 4–3          | 東十両13枚目 10–5           | 東十両7枚目 8–7         | 西十両6枚目 優勝 13–2       |
| 1990年 （平成2年） | 西前頭11枚目 9–6        | 東前頭7枚目 8–7         | 東前頭2枚目 4–11        | 東前頭11枚目 5–10           | 西十両2枚目 優勝 11–4   | 東前頭11枚目 5–10           |
| 1991年 （平成3年） | 西十両2枚目 12–3        | 東前頭14枚目 10–5       | 西前頭6枚目 6–9         | 西前頭10枚目 7–8            | 西前頭11枚目 5–10       | 東十両2枚目 8–7             |
| 1992年 （平成4年） | 西十両筆頭 11–4         | 西前頭11枚目 6–9        | 西前頭13枚目 9–6        | 西前頭8枚目 8–5–2           | 西前頭3枚目 5–7–3       | 西前頭9枚目 8–7             |
| 1993年 （平成5年） | 東前頭8枚目 8–7         | 東前頭4枚目 5–10        | 西前頭10枚目 9–6        | 東前頭3枚目 4–11            | 西前頭9枚目 7–8         | 西前頭12枚目 4–11           |
| 1994年 （平成6年） | 西十両4枚目 5–10        | 東十両9枚目 11–4        | 西十両3枚目 優勝 12–3   | 西前頭14枚目 7–8            | 東十両2枚目 9–6         | 西前頭15枚目 6–9            |
| 1995年 （平成7年） | 東十両3枚目 10–5        | 西十両筆頭 7–8          | 西十両3枚目 10–5        | 東十両筆頭 6–9              | 西十両4枚目 11–4        | 東前頭15枚目 9–6            |
| 1996年 （平成8年） | 東前頭11枚目 8–7        | 東前頭2枚目 3–12        | 西前頭11枚目 4–11       | 西十両3枚目 8–7             | 東十両2枚目 6–9         | 西十両5枚目 7–8             |
| 1997年 （平成9年） | 西十両6枚目 10–5        | 東十両3枚目 9–6         | 東十両筆頭 4–11         | 西十両7枚目 7–8             | 西十両8枚目 優勝 12–3   | 西十両2枚目 4–11            |
| 1998年 （平成10年） | 西十両8枚目 9–6         | 西十両4枚目 休場 0–0–15 | 西十両4枚目 6–9         | 東十両8枚目 引退 1–13–1     | x                       | x                           |
| 各欄の数字は、「勝ち-負け-休場」を示す。 優勝 引退 休場 十両 幕下 三賞：敢=敢闘賞、殊=殊勲賞、技=技能賞 その他：★=金星 番付階級：幕内 - 十両 - 幕下 - 三段目 - 序二段 - 序ノ口 幕内序列：横綱 - 大関 - 関脇 - 小結 - 前頭（「#数字」は各位内の序列） |                         |                         |                         |                             |                         |                             |

### 幕内対戦成績
| 力士名   | 勝数 | 負数 | 力士名   | 勝数 | 負数 | 力士名 | 勝数 | 負数 | 力士名     | 勝数 | 負数 |
| -------- | ---- | ---- | -------- | ---- | ---- | ------ | ---- | ---- | ---------- | ---- | ---- |
| 蒼樹山   | 0    | 4    | 安芸乃島 | 4    | 4    | 曙     | 0    | 2    | 朝乃翔     | 0    | 2    |
| 朝乃若   | 2    | 2    | 旭里     | 2    | 0    | 旭富士 | 0    | 2    | 旭豊       | 1    | 0    |
| 板井     | 1    | 2    | 恵那櫻   | 2    | 3    | 巨砲   | 0    | 3    | 魁皇       | 0    | 2    |
| 春日富士 | 11   | 4    | 巌雄     | 0    | 1    | 北勝鬨 | 7    | 5    | 旭豪山     | 1    | 1    |
| 旭道山   | 5    | 8(1) | 鬼雷砲   | 4    | 5    | 霧島   | 5    | 5    | 起利錦     | 3    | 3    |
| 剣晃     | 0    | 3    | 琴稲妻   | 6    | 7    | 琴ヶ梅 | 3    | 5    | 琴椿       | 2    | 3    |
| 琴錦     | 1    | 2    | 琴ノ若   | 5    | 6    | 琴富士 | 4    | 5    | 琴別府     | 2    | 3    |
| 小錦     | 1    | 5    | 逆鉾     | 4    | 1    | 敷島   | 0    | 2    | 陣岳       | 4    | 2    |
| 大至     | 2    | 2    | 太寿山   | 3    | 1    | 大翔鳳 | 1    | 7    | 大翔山     | 2    | 3    |
| 大善     | 5    | 0    | 貴闘力   | 4    | 4    | 貴ノ浪 | 2    | 4    | 貴乃花     | 0    | 9(1) |
| 孝乃富士 | 2    | 2    | 隆三杉   | 4    | 8    | 多賀竜 | 0    | 2    | 大刀光     | 1    | 0    |
| 立洸     | 1    | 3    | 玉海力   | 2    | 2    | 玉春日 | 0    | 1    | 千代の富士 | 0    | 1    |
| 寺尾     | 0    | 7    | 時津洋   | 2    | 3    | 栃司   | 1    | 1    | 栃乃藤     | 1    | 0    |
| 栃乃和歌 | 3    | 5    | 巴富士   | 3    | 0    | 智ノ花 | 2    | 2    | 豊ノ海     | 8    | 4    |
| 浪乃花   | 0    | 5    | 花ノ国   | 4    | 1    | 濱ノ嶋 | 2    | 1    | 肥後ノ海   | 3    | 3    |
| 北天佑   | 0    | 1    | 北勝海   | 0    | 1    | 益荒雄 | 1    | 0    | 三杉里     | 5    | 5    |
| 水戸泉   | 4    | 8    | 湊富士   | 3    | 1    | 武蔵丸 | 1    | 1    | 武双山     | 1    | 0    |
| 若翔洋   | 3    | 1    | 若瀬川   | 3    | 2    | 若乃花 | 2    | 5    | 和歌乃山   | 1    | 0    |

## 改名歴
- 小岩井 昭和（こいわい あきかず）1983年7月場所 - 1987年1月場所
- 小城ノ花 昭和（おぎのはな - ）1987年3月場所 - 1997年7月場所
- 小城乃花 昭和（おぎのはな - ）1997年9月場所 - 1998年7月場所

## 年寄変遷
- 小城乃花 昭和（おぎのはな あきかず）1998年7月 - 2000年8月（準年寄）
- 高崎 昭和（たかさき - ）2000年8月 - 2014年1月
- 出羽海 昭和（でわのうみ - ）2014年2月 -